# Михаило-Архангельский монастырь (Архангельск)
Михаило-Архангельский монастырь — православный монастырь во имя Архангела Михаила, существовавший в устье Северной Двины и давший имя Архангельску. В начале 1930-х годов монастырь был разрушен.

## История монастыря
Впервые упоминается в грамоте новгородского архиепископа Иоанна, но неизвестно, какому из архиепископов она принадлежит. В Новгороде было два архиепископа — Иоанн II (1165—1186) и Иоанн III (1388—1415). Иоанн I (Папин) не был архиепископом. Историк Василий Крестинин вслед за Николаем Карамзиным относил время возникновения монастыря к XII веку.
Первоначально монастырь находился на мысе Пур-Наволок в 30 вёрстах от впадения Северной Двины в Белое море.
В 1419 году монастырь был разорён норвежцами (мурманами), но был восстановлен на прежнем месте. На протяжении двухсот лет был одним из центров Русского Севера. 4 марта 1583 года царь Иван Грозный направил на Двину грамоту, в которой указал поставить город согласно чертежу двинских воевод. Воеводы Нащокин и Залешанин в течение года построили вокруг монастыря деревянную крепость, названную Новые Холмогоры, которая и дала начало Архангельску.

Американские интервенты у стен монастыря, 1919 год

В 1636 году Михайло-Архангельский монастырь сгорел. В 1637 году монастырь с мыса Пур-Наволок был перенесён на юг за посад выше по течению Северной Двины в Нячеры (так назывался район между современной улицей Урицкого (ранее Архиерейской) и железнодорожным мостом). Фрагмент из описания восстановленного Архангельска: «В 1637 году случился пожар, монастырь перенесён выше по реке, в Нячеры, и очистили таким образом место для быстро возникавшего города; говорят, будто план гостиного двора был сделан самим Царем Алексеем Михайловичем». Монастырь был перемещён на южную окраину.
Пятиглавый соборный храм был воздвигнут в 1685—1689 годах по благословению владыки Афанасия, практически в одно время с кафедральным собором в Холмогорах.
В начале 1920 года монастырь был закрыт, судьба последнего настоятеля игумена Десидерия и насельников неизвестна. Монастырская улица была переименована в улицу Парижской Коммуны. 20 июня 1920 года административным отделом Архангельского губисполкома Михаило-Архангельский собор монастыря был передан «общине Перво-Михайло-Архангельского церковного прихода», настоятелем которого стал протоиерей Василий Аристов. В 1922 году настоятелем был священник Димитрий Федосихин, духовный сын святого Иоанна Кронштадтского. В результате кампании по изъятию церковных ценностей из Михаило-Архангельского собора было изъято более 2 пудов серебра и других ценностей. 20 июля 1924 года договор губисполкома с приходом собора был расторгнут, община ликвидирована. В 1924 году в соборе служили обновленцы, в 1925 году он был закрыт и передан областному Институту социального перевоспитания. Постройки обители использовались для хозяйственных целей, монастырские колокола были отданы на переплавку.
В 1930 году собор, колокольня и часть ограды с башнями были разобраны. Позднее исчезли и другие монастырские здания, ныне территория монастыря застроена жилыми домами.
14 августа 2023 года митрополит Архангельский и Холмогорский Корнилий (Синяев) совершил освящение креста в Архангельске на месте, где располагался Михаило-Архангельский монастырь.